# Tindaria soyoae
Tindaria soyoae is een tweekleppigensoort uit de familie van de Tindariidae. De wetenschappelijke naam van de soort is voor het eerst geldig gepubliceerd in 1953 door Habe.